# Список главных тренеров ФК «Шахтёр» (Донецк)
Ниже представлен список главных тренеров футбольного клуба «Шахтёр» (Донецк, Украина), их статистика и достижения в клубе.
«Шахтёр» («Угольщики» (1936 год), «Стахановец» (1936—46 года), «Шахтёр» (с 1946 года)) — украинский футбольный клуб из города Донецк выступающий в Премьер-лиге Украины. Первый и единственный среди украинских клубов выигравший Кубок УЕФА. Обладатель Суперкубка СССР, четырёхкратный обладатель Кубка СССР, тринадцатикратный чемпион Украины, тринадцатикратный обладатель Кубка Украины, девятикратный обладатель Суперкубка Украины.
Первый официальный матч в чемпионате СССР «Угольщики» провели в Казани против местной команды «Динамо» и уступили со счетом 1:4. Первым тренером клуба был Николай Григорьевич Наумов. Во главе клуба за всю его историю побывало 34 главных тренера, последним из которых с 14 июня 2022 года стал хорватский тренер Игор Йовичевич.
Наибольшее количество матчей (574) клуб провёл при тренере — Мирче Луческу, который возглавлял донецкий «Шахтёр» с 2004 по 2016 год. Луческу также занимает первое место по числу побед — 389.

## Список тренеров
Информация откорректирована по состоянию на 3 апреля 2023 года. В статистику включены только официальные матчи.
| М | количество сыгранных матчей | В | количество выигранных матчей | П | количество проигранных матчей | Н | количество ничьих |

| Фото                             | Тренер                 | Гражданство   | Начало работы    | Окончание работы | М   | В   | Н   | П   | % В  | Достижения | Прим.                              |
| -------------------------------- | ---------------------- | ------------- | ---------------- | ---------------- | --- | --- | --- | --- | ---- | --- | ---------------------------------- |
|                                  | Николай Наумов         | СССР          | 24 мая 1936      | 1937             | 28  | 10  | 5   | 13  | 35.7 | | [ 11 ] [ 12 ]                      |
|                                  | Василий Борисенко      | СССР          | 1938             | август 1938      | 21  | 11  | 3   | 7   | 52.3 | | [ 13 ] [ 14 ] [ 11 ]               |
|                                  | Григорий Архангельский | СССР          | 1938             | 1939             | 63  | 24  | 18  | 21  | 38.1 | | [ 11 ] [ 15 ] [ 16 ]               |
|                                  | Абрам Дангулов         | СССР          | июль 1939        | июль 1941        | 58  | 20  | 10  | 28  | 34.4 | | [ 17 ] [ 11 ]                      |
|                                  | Николай Кузнецов       | СССР          | 1944             | 1945             | 20  | 10  | 5   | 5   | 50.0 | | [ 18 ] [ 19 ] [ 11 ]               |
|                                  | Алексей Костылев       | СССР          | 1946             | 1948             | 62  | 33  | 14  | 15  | 53.2 | | [ 20 ] [ 11 ]                      |
|                                  | Георгий Мазанов        | СССР          | март 1949        | 1949             | 35  | 5   | 8   | 22  | 14.2 | | [ 21 ] [ 11 ]                      |
|                                  | Виктор Новиков         | СССР          | 1950             | 1951             | 74  | 31  | 18  | 25  | 41.8 | Чемпионат СССР 1951 года (3-е место) | [ 22 ] [ 11 ] [ 23 ] [ 24 ]        |
|                                  | Константин Квашнин     | СССР          | 1952             | 1952             | 17  | 2   | 6   | 9   | 11.7 | | [ 25 ] [ 11 ]                      |
|                                  | Александр Пономарёв    | СССР          | 1953             | 8 июня 1956      | 93  | 45  | 28  | 20  | 48.3 | | [ 11 ]                             |
|                                  | Василий Ермилов        | СССР          | 9 июня 1956      | 1957             | 35  | 15  | 6   | 14  | 42.8 | | [ 11 ] [ 26 ]                      |
|                                  | Абрам Дангулов         | СССР          | 1958             | 1958             | 23  | 9   | 3   | 11  | 39.1 | | [ 11 ]                             |
|                                  | Виктор Новиков         | СССР          | 1959             | 1959             | 24  | 5   | 5   | 14  | 20.8 | | [ 22 ] [ 11 ]                      |
|                                  | Константин Щегоцкий    | СССР          | 1959             | 27 мая 1960      | 32  | 8   | 7   | 17  | 25.0 | | [ 11 ]                             |
|                                  | Олег Ошенков           | СССР          | 26 июня 1960     | октябрь 1969     | 364 | 136 | 108 | 120 | 37.3 | Кубок СССР: 1961, 1962 | [ 11 ] [ 27 ] [ 28 ] [ 29 ]        |
|                                  | Юрий Войнов            | СССР          | 1969             | 6 июля 1970      | 49  | 11  | 16  | 2   | 22.4 | | [ 30 ] [ 31 ] [ 32 ] [ 11 ] [ 33 ] |
|                                  | Артём Фальян           | СССР          | 13 июля 1970     | 15 июля 1971     | 37  | 15  | 7   | 15  | 40.5 | | [ 34 ] [ 35 ] [ 11 ] [ 36 ]        |
|                                  | Николай Морозов        | СССР          | июль 1971        | декабрь 1971     | 19  | 6   | 4   | 9   | 31.5 | | [ 37 ] [ 38 ] [ 11 ] [ 39 ]        |
|                                  | Олег Базилевич         | СССР          | 1972             | 1973             | 79  | 38  | 22  | 19  | 48.1 | | [ 40 ] [ 11 ] [ 41 ] [ 42 ]        |
|                                  | Юрий Захаров           | СССР          | январь 1974      | 6 августа 1974   | 25  | 9   | 9   | 7   | 36.0 | | [ 43 ] [ 11 ] [ 44 ]               |
|                                  | Владимир Сальков       | СССР          | 14 августа 1974  | 1978             | 163 | 74  | 46  | 43  | 45.4 | Чемпионат СССР: 1975 (2-е место), 1978 (3-е место) | [ 45 ] [ 46 ] [ 47 ] [ 11 ]        |
|                                  | Виктор Носов           | СССР          | 1979             | 1985             | 290 | 125 | 67  | 98  | 43.1 | Чемпионат СССР: 1979 (2-е место) Кубок СССР: 1980, 1983 Суперкубок СССР: 1984 | [ 48 ] [ 49 ] [ 11 ]               |
|                                  | Олег Базилевич         | СССР          | 1986             | 1986             | 38  | 13  | 12  | 13  | 34.2 | | [ 40 ] [ 11 ] [ 41 ]               |
|                                  | Анатолий Коньков       | СССР          | 1986             | 1989             | 161 | 56  | 44  | 61  | 34.7 | | [ 50 ] [ 11 ]                      |
|                                  | Валерий Яремченко      | СССР/ Украина | июнь 1989        | 1994             | 209 | 88  | 61  | 60  | 42.1 | Чемпионат Украины: 1993/94 (2-е место) | [ 11 ] [ 51 ]                      |
|                                  | Владимир Сальков       | Россия        | 1995             | август 1995      | 34  | 14  | 9   | 11  | 41.1 | Кубок Украины:1995 | [ 45 ] [ 11 ]                      |
|                                  | Валерий Рудаков        | Украина       | сентябрь 1995    | июнь 1996        | 36  | 14  | 9   | 13  | 38.8 | | [ 11 ] [ 52 ]                      |
|                                  | Валерий Яремченко      | Украина       | июль 1996        | 31 марта 1999    | 105 | 68  | 18  | 19  | 64.7 | Чемпионат Украины: 1996/97, 1997/98 (2-е место) Кубок Украины:1997 | [ 53 ] [ 54 ] [ 55 ] [ 11 ]        |
|                                  | Анатолий Бышовец       | Россия        | 1 апреля 1999    | 1 октября 1999   | 26  | 14  | 5   | 7   | 53.8 | Чемпионат Украины: 1998/99 (2-е место) | [ 56 ] [ 57 ] [ 11 ]               |
|                                  | Алексей Дрозденко      | Украина       | 1 октября 1999   | 16 ноября 1999   | 6   | 3   |     | 3   | 50.0 | Чемпионат Украины: 1999/2000 (2-е место) | [ 58 ] [ 59 ] [ 11 ]               |
|                                  | Виктор Прокопенко      | Украина       | 17 ноября 1999   | 12 октября 2001  | 78  | 54  | 12  | 12  | 69.2 | Чемпионат Украины: 2000/01 (2-е место) Кубок Украины:2001 | [ 11 ] [ 60 ] [ 61 ]               |
|                                  | Валерий Яремченко      | Украина       | 12 октября 2001  | 8 января 2002    | 7   | 4   | 1   | 2   | 57.1 | Чемпионат Украины: 2000/01 (2-е место) | [ 11 ]                             |
|                                  | Невио Скала            | Италия        | 9 января 2002    | 18 сентября 2002 | 30  | 20  | 7   | 3   | 66.6 | Чемпионат Украины: 2001/02 Кубок Украины: 2002 | [ 11 ] [ 62 ] [ 63 ]               |
|                                  | Валерий Яремченко      | Украина       | 19 сентября 2002 | 12 июня 2003     | 31  | 19  | 5   | 7   | 61.2 | Чемпионат Украины: 2002/03 (2-е место) | [ 11 ] [ 64 ]                      |
|                                  | Бернд Шустер           | Германия      | 13 июня 2003     | 5 мая 2004       | 38  | 24  | 7   | 7   | 63.1 | Кубок Украины: 2003 (2-е место) | [ 11 ] [ 65 ] [ 66 ]               |
|                                  | Виктор Прокопенко      | Украина       | 8 мая 2004       | 16 мая 2004      | 2   | 2   | -   | -   | 100  | | [ 11 ]                             |
|                                  | Мирча Луческу          | Румыния       | 17 мая 2004      | 21 мая 2016      | 574 | 389 | 92  | 93  | 67.7 | Чемпионат Украины: 2004/05, 2005/06, 2007/08, 2009/10, 2010/11, 2011/12, 2012/13, 2013/14; 2-е место: 2003/04, 2006/07, 2008/09, 2014/15, 2015/16 Кубок Украины: 2004, 2008, 2011, 2012, 2013, 2016; 2-е место: 2005, 2007, 2009, 2014, 2015 Суперкубок Украины: 2005, 2008, 2010, 2012, 2013, 2014, 2015 2-е место: 2004, 2006, 2007, 2011 Кубок УЕФА 2008/09 Суперкубок УЕФА: 2009 (2-е место) | [ 11 ] [ 67 ] [ 68 ] [ 69 ]        |
|                                  | Паулу Фонсека          | Португалия    | 31 мая 2016      | 12 июня 2019     | 138 | 102 | 19  | 17  | 73.9 | Чемпионат Украины: 2016/17, 2017/18, 2018/19 Кубок Украины: 2017, 2018, 2019 Суперкубок Украины: 2017, 2016 2-е место: 2018, 2019 | [ 11 ] [ 70 ] [ 71 ] [ 72 ]        |
|                                  | Луиш Каштру            | Португалия    | 12 июня 2019     | 12 мая 2021      | 83  | 50  | 16  | 17  | 60.2 | Чемпионат Украины: 2019/20 Суперкубок Украины: 2-е место: 2020 | [ 73 ] [ 74 ] [ 75 ]               |
| Roberto De Zerbi, 2019 (cropped) | Роберто Де Дзерби      | Италия        | 25 мая 2021      | 11 июня 2022     | 29  | 19  | 5   | 5   | 65.5 | Суперкубок Украины: 2021 Чемпионат Украины: 2020/21 | [ 76 ]                             |
| Roberto De Zerbi, 2019 (cropped) | Игор Йовичевич         | Хорватия      | 14 июня 2022     |                  | 28  | 15  | 8   | 5   | 53.5 | Чемпионат Украины: 2021/22 | [ 77 ]                             |

### источники
1. ↑  "Шахтёр" Донецк. Террикон. Terrikon.com. Дата обращения: 2 декабря 2017. Архивировано 3 декабря 2017 года.
2. ↑  ФК "Шахтёр" – Золотой фонд Донбасса. Каталог ведущих предприятий Донбасса. Gold.dn.ua. Дата обращения: 2 декабря 2017. Архивировано 7 ноября 2017 года.
3. ↑  Достижения. Shakhtar.com. Архивировано 5 сентября 2017. Дата обращения: 2 декабря 2017.
4. ↑  История. Shakhtar.com. Архивировано 3 декабря 2017. Дата обращения: 2 декабря 2017.
5. ↑  Аtrak. Шахтер (Донецк) — история. Клубы. FanNet.org (23 июля 2009). Дата обращения: 2 декабря 2017. Архивировано 7 ноября 2017 года.
6. ↑  Луиш Каштру – новый тренер «Шахтера». shakhtar.com. Дата обращения: 12 июня 2019. Архивировано 19 июня 2019 года.
7. ↑  Луиш Каштру - новый главный тренер Шахтера - Премьер-лига Украины. SPORTARENA.com (12 июня 2019). Дата обращения: 12 июня 2019. Архивировано 26 августа 2020 года.
8. ↑  Ігор Йовічевіч – головний тренер «Шахтаря». shakhtar.com. Дата обращения: 28 октября 2022. Архивировано 24 июля 2022 года.
9. ↑  ФК «Шахтёр» Донецк: футболисты, тренеры, история, статистика, трансферы, протоколы. Футбольные клубы. Footballfacts.ru. Дата обращения: 2 декабря 2017. Архивировано 7 ноября 2017 года.
10. ↑  Даничев  А. Мирча Луческу уволенный с поста главного тренера петербургского ФК "Зенит". Rsport.ria.ru. РИА Новости (28 мая 2017). Дата обращения: 2 декабря 2017. Архивировано 7 ноября 2017 года.
11. 1 2 3 4 5 6 7 8 9 10 11 12 13 14 15 16 17 18 19 20 21 22 23 24 25 26 27 28 29 30 31 32 33 34 35 36 37 38  Тренеры. Клубы/«Шахтёр», г. Донецк. Footballfacts.ru. Дата обращения: 3 декабря 2017. Архивировано 3 декабря 2017 года.
12. ↑  Юрис Ю. Товарищ Наумов. Журнал «Футбол в лицах». Mag.football.ua (3 ноября 2005). Дата обращения: 3 декабря 2017. Архивировано 5 марта 2016 года.
13. ↑  Чемпионат СССР по футболу 1938 г. Чемпионаты России - СССР по футболу. Чемпионы и призёры России до 1992 года СССР.. Fanatfoot.ru. Дата обращения: 2 декабря 2017. Архивировано 3 декабря 2017 года.
14. ↑  История чемпионатов СССР. 1938 год (Часть 2). Goal.net.ua. Дата обращения: 2 декабря 2017. Архивировано 7 ноября 2017 года.
15. ↑  5-й чемпионат СССР, 1939г., Группа А, Все матчи. Футбольные результаты и статистика. Wildstat.ru. Дата обращения: 2 декабря 2017. Архивировано 7 ноября 2017 года.
16. ↑  Balitskiy A., Dryomin M. Soviet Union 1939. Rsssf.com (17 января 2012). Дата обращения: 2 декабря 2017. Архивировано 7 мая 2017 года.
17. ↑  6-й чемпионат СССР, 1940г., Группа А, Последние матчи. Футбольные результаты и статистика. Wildstat.ru. Дата обращения: 2 декабря 2017. Архивировано 7 ноября 2017 года.
18. ↑  «Шахтеру» — 75! Портрет тренера. Николай Кузнецов. Футбол. Hotsport.ua (13 мая 2011). Дата обращения: 2 декабря 2017. Архивировано 7 ноября 2017 года.
19. ↑  Кузнецов Николай Степанович. Футболисты. Footballfacts.ru. Дата обращения: 2 декабря 2017. Архивировано 3 декабря 2017 года.
20. ↑  Шахтёр (Донецк). Inworldsport. Архивировано 7 ноября 2017. Дата обращения: 2 декабря 2017.
21. ↑  Мазанов Георгий Васильевич. Луганск - наш футбол. Football.lg.ua. Дата обращения: 2 декабря 2017. Архивировано 7 ноября 2017 года.
22. 1 2  Футбол. Энциклопедия / Коллектив авторов. — М.: Litres, 2017. — С. 56. — 912 с. — ISBN 9785040560851. Архивировано 7 ноября 2017 года.
23. ↑  12-й чемпионат СССР, 1950г., Класс А, Последние матчи. Wildstat.ru. Дата обращения: 2 декабря 2017. Архивировано 7 ноября 2017 года.
24. ↑  Чемпионат СССР по футболу 1951 года. — сборник таблиц. www.funtable.ru. Дата обращения: 2 декабря 2017. Архивировано 3 декабря 2017 года.
25. ↑  Футбол. Энциклопедия / Коллектив авторов. — М.: Litres, 2017. — С. 302. — 912 с. — ISBN 9785040560868. Архивировано 7 ноября 2017 года.
26. ↑  Shahta.org - Новости. Легенда «Шахтера»: Василий Ермилов (13 января 2014). Дата обращения: 2 декабря 2017. Архивировано 7 ноября 2017 года.
27. ↑  Динамо. Энциклопедия / Черневич Г. Л., Школьников В. А.. — М.: ОЛМА Медиа Групп, 2003. — С. 334. — 480 с. — ISBN 9785224043996. Архивировано 7 ноября 2017 года.
28. ↑  Ошенков Олег Александрович. Футболисты. Аllfutbolist.ru. Дата обращения: 2 декабря 2017. Архивировано 7 ноября 2017 года.
29. ↑  USSR (Soviet Union) - List of Cup Finals. Rsssf.com. Дата обращения: 2 декабря 2017. Архивировано 23 сентября 2015 года.
30. ↑  Кашинцев А. Войнов Юрий Николаевич. Сборная России по футболу. Rusteam. Дата обращения: 2 декабря 2017. Архивировано 19 декабря 2013 года.
31. ↑  Войнов Юрий Николаевич. Футболисты. Спорт-страна.ру. Дата обращения: 2 декабря 2017. Архивировано 7 ноября 2017 года.
32. ↑  Вербицький, І. Украинцы на Евро 1960. Юрий Войнов. Архивировано 3 декабря 2017. Дата обращения: 2 декабря 2017.
33. ↑  31-й чемпионат СССР, 1969г. Первая группа А,. Wildstat.ru. Дата обращения: 2 декабря 2017. Архивировано 7 ноября 2017 года.
34. ↑  Фальян Артем Григорьевич. Футболисты. Аllfutbolist.ru. Дата обращения: 2 декабря 2017. Архивировано 7 ноября 2017 года.
35. ↑  Фальян Артем Григорьевич. Футболисты. Спорт-страна.ру. Дата обращения: 2 декабря 2017. Архивировано 7 ноября 2017 года.
36. ↑  32-й чемпионат СССР, 1970г., Высшая группа А, Все матчи. wildstat.ru. Дата обращения: 23 октября 2017. Архивировано 7 ноября 2017 года.
37. ↑  Кашинцев А. Морозов Николай Петрович. Сборная России по футболу. Rusteam.permian.ru. Дата обращения: 2 декабря 2017. Архивировано 31 мая 2017 года.
38. ↑  Мышалов С., Карапетян Г. Чего не видит зритель. Футбольный лекарь No1 в диалогах, историях и рецептах. — Litres, 2017. — 867 с. — ISBN 9785457027886. Архивировано 7 ноября 2017 года.
39. ↑  33-й чемпионат СССР, 1971г., Высшая лига, Все матчи. Wildstat.ru. Дата обращения: 2 декабря 2017. Архивировано 7 ноября 2017 года.
40. 1 2  Динамо. Энциклопедия. — ОЛМА Медиа Групп, 2003. — С. 309. — 480 с. — ISBN 9785224043996. Архивировано 7 ноября 2017 года.
41. 1 2  1972. Первая лига. Football.lg.ua. Дата обращения: 2 декабря 2017. Архивировано 7 ноября 2017 года.
42. ↑  35-й чемпионат СССР, 1973г., Высшая лига, Все матчи. Wildstat.ru. Дата обращения: 2 декабря 2017. Архивировано 7 ноября 2017 года.
43. ↑  Захаров Юрий Владимирович. Футболисты. Football.lg.ua. Дата обращения: 2 декабря 2017. Архивировано 7 ноября 2017 года.
44. ↑  36-й чемпионат СССР, 1974г., Высшая лига, Все матчи. Wildstat.ru. Дата обращения: 2 декабря 2017. Архивировано 7 ноября 2017 года.
45. 1 2  Коллектив авторов. Футбол. Энциклопедия. — Litres, 2017. — С. 444. — 912 с. — ISBN 9785040560851. Архивировано 7 ноября 2017 года.
46. ↑  37-й чемпионат СССР, 1975г., Высшая лига, Все матчи. Wildstat.ru. Дата обращения: 2 декабря 2017. Архивировано 7 ноября 2017 года.
47. ↑  41-й чемпионат СССР, 1978г., Высшая лига, Все матчи. Wildstat.ru. Дата обращения: 2 декабря 2017. Архивировано 7 ноября 2017 года.
48. ↑  Носов Виктор Васильевич. Football.lg.ua. Дата обращения: 2 декабря 2017. Архивировано 7 ноября 2017 года.
49. ↑  Умер бывший тренер «Шахтера». КП в Украине. 17 апреля 2008. Архивировано 7 ноября 2017. Дата обращения: 2 декабря 2017.
50. ↑  Коллектив авторов. Футбол. Энциклопедия. — Litres, 2017. — С. 394. — 912 с. — ISBN 9785040560868. Архивировано 7 ноября 2017 года.
51. ↑  Архів змагань. Федерация футбола Украины. Ffu.org.ua. Дата обращения: 2 декабря 2017. Архивировано 7 ноября 2017 года.
52. ↑  Рудаков: «46 лет в футболе? Не верится!». Футбольный клуб. 31 августа 2013. Архивировано 7 ноября 2017. Дата обращения: 2 декабря 2017.
53. ↑  Ukraine 1996/97. Rsssf.com. Дата обращения: 2 декабря 2017. Архивировано 25 мая 2017 года.
54. ↑  Чемпионат Украины 1997/98, Высшая лига, Последние матчи. Wildstat.ru. Дата обращения: 2 декабря 2017. Архивировано 7 ноября 2017 года.
55. ↑  Архів змагань. Федерация футбола Украины. Ffu.org.ua. Дата обращения: 2 декабря 2017. Архивировано 7 ноября 2017 года.
56. ↑  Коллектив авторов. Большая олимпийская энциклопедия. Том 1. А–Н. — Litres, 2017. — С. 159. — 785 с. — ISBN 9785040498109. Архивировано 7 ноября 2017 года.
57. ↑  Редакция газеты Советский Спорт Футбол. Советский Спорт. Футбол 13-2014. — Litres, 2017. — С. 10. — 32 с. — ISBN 9785457786431. Архивировано 7 ноября 2017 года.
58. ↑  Спиридонов Д. Академию «Шахтера» возглавит Алексей Дрозденко? Шахта. Shahta.org (12 марта 2013). Дата обращения: 2 декабря 2017. Архивировано 7 ноября 2017 года.
59. ↑  Легендарный игрок "Шахтера" отметил 70-летний юбилей. Террикон - Новости Футбола и спорта. 11 марта 2011. Архивировано 7 ноября 2017. Дата обращения: 2 декабря 2017.
60. ↑  Рабинер И. Я. Жизнь замечательных тренеров. Секреты футбольных маэстро. — М.: ОЛМА Медиа Групп, 2010. — С. 477. — 578 с. — ISBN 9785373037037. Архивировано 7 ноября 2017 года.
61. ↑  Прокопенко Виктор. News.sportbox.ru. Дата обращения: 2 декабря 2017. Архивировано 17 мая 2017 года.
62. ↑  Клипин Д. Невио Скала - новый главный тренер "Шахтера". Советский спорт. Sovsport.ru (19 января 2002). Дата обращения: 2 декабря 2017. Архивировано 7 ноября 2017 года.
63. ↑  Micallef P (24 апреля 2010). Scala reveals winning formula. The World Game (англ.). Архивировано 7 ноября 2017. Дата обращения: 2 декабря 2017.
64. ↑  Мартынов И. (28 апреля 2015). Беспроигрышная серия «Шахтера» - в топ-10 в истории Европы. Хроника мировых событий. Архивировано 7 ноября 2017. Дата обращения: 2 декабря 2017.
65. ↑  Бернд Шустер:  Чтобы добиться успехов, нужна дисциплина. Korrespondent.net. 1 июня 2003. Архивировано 7 ноября 2017. Дата обращения: 2 декабря 2017.
66. ↑  Пресс-служба ФК «Шахтер». "Шахтер" - "Черноморец": история противостояний. Спорт-Экспресс в Украине. Sport-express.ua (21 мая 2013). Дата обращения: 1 декабря 2017. Архивировано 7 ноября 2017 года.
67. ↑  Мирча Луческу – новый тренер Шахтера. Спорт.Uа. 18 мая 2004. Архивировано 7 ноября 2017. Дата обращения: 2 декабря 2017.
68. ↑  Фиаловская, А. (21 мая 2016). "Шахтер" попрощался с Мирчей Луческу. РИА Новости Украина. Архивировано 7 ноября 2017. Дата обращения: 2 декабря 2017.
69. ↑  Mircea Lucescu - Statistics (англ.). Thefinalball.com. Дата обращения: 2 декабря 2017. Архивировано 26 августа 2020 года.
70. ↑  Меженський Р. Новый тренер "Шахтера" Паулу Фонсека. Кто он такой? Футбол 24 (26 мая 2016). Дата обращения: 2 декабря 2017. Архивировано 7 ноября 2017 года.
71. ↑  X-ray of Manager - Paulo Fonseca (англ.). Thefinalball.com. Дата обращения: 2 декабря 2017. Архивировано 26 августа 2020 года.
72. ↑  Алфимов, А (13 июня 2016). Кто он – Паулу Фонсека? 10 малоизвестных фактов о главном тренере Шахтера. Футбол UA. Архивировано 7 ноября 2017. Дата обращения: 2 декабря 2017.
73. ↑  Luís Manuel Ribeiro de Castro (англ.). www.thefinalball.com. Дата обращения: 12 июня 2019.
74. ↑  Shakthar em negociações por Luís Castro (порт.). TSF Rádio Notícias (11 июня 2019). Дата обращения: 12 июня 2019. Архивировано 12 июня 2019 года.
75. ↑  «Родзинки» кожного «золотого» сезону «Шахтаря» (укр.). upl.ua. Дата обращения: 13 июля 2020. Архивировано 26 августа 2020 года.
76. ↑  Football Club Shakhtar Donetsk :  Roberto de Zerbi (англ.). www.playmakerstats.com. Дата обращения: 27 июля 2021. Архивировано 23 декабря 2021 года.
77. ↑  Football Club Shakhtar Donetsk : Igor Jovicevic (англ.). www.playmakerstats.com. Дата обращения: 28 октября 2022. Архивировано 28 октября 2022 года.